# Římskokatolická farnost Králíky
Římskokatolická farnost Králíky je územním společenstvím římských katolíků v rámci žamberského vikariátu královéhradecké diecéze.

## O farnosti

### Historie
Kostel sv. Michaela v Králíkách byl postaven v roce 1577. V roce 1610 byl přestavěn. Králický rodák, královéhradecký biskup Tobiáš Jan Becker nechal na Hoře Matky Boží nad městečkem v letech 1696–1700 vystavět poutní kostel Nanebevzetí Panny Marie, při kterém byla později zřízena samostatná duchovní správa.
Dříve samostatné farnosti Červený Potok a Dolní Boříkovice byly 1. ledna 2007 sloučeny s farností Králíky, v lednu 2010 byla připojena i farnost Mladkov.

#### Přehled duchovních správců
- 1640–1651 Paul Dahinden
- 1651–1665 Kašpar Albert Klesel
- 1666–1671 Adam Franz Kreutziger
- 1671–1683 Christian Sebastian Libek
- 1683–1691 dr. Mathias Fischer
- 1691–1701 Christoph Lorenz Schliemann
- 1701–1725 Kaspar Josef Höcker
- 1725–1744 Johann Karl Semoradsky
- 1744–1767 Kilian Ferdinand Zacher
- 1767–1785 Josef Kahl
- 1785–1808 Franz Prziborsky
- 1808–1823 Valentin Kostial
- 1823–-1858 Benignus Kuhn
- 1858–1860 Josef Roller
- 1860–1886 Friedrich Geyer
- 1886–1889 Franz Tschertner
- 1889–1902 Alois John
- 1902–1923 Adalbert Brix
- 1923–1945 Johann Peschke
- 1945–1950 Václav Filip
- 1950–1954 Jaroslav Novosad
- 1954–1959 Josef Kylar
- 1959–1961 Antonín Kubát
- 1961–1970 Štěpán Pavel Hornich, OSB, emauzský benediktin
- 1970 Václav Černý
- 1970–1991 Antonín Kubát
  - prosinec 1989–listopad 1990 František Fráňa (zastupoval po dobu nemoci P. Kubáta)
- 1991–1994 Alois Baschant
- 1994 Petr Stejskal
- 1995–2012 Alois Baschant
- od roku 2012 Pavel Plíšek

### Současnost
Farnost má sídelního duchovního správce, který spravuje pouze tuto jedinou farnost.
| Kostel                                    | Místo            | Bohoslužba                                 | Bohoslužba                                                                                      | Poznámka        |
| ----------------------------------------- | ---------------- | ------------------------------------------ | ----------------------------------------------------------------------------------------------- | --------------- |
| Kostel Navštívení Panny Marie             | Červený Potok    | dočasně bez bohoslužeb - rekonstrukce      | dočasně bez bohoslužeb - rekonstrukce                                                           | filiální kostel |
| Kostel Povýšení sv. Kříže                 | Dolní Boříkovice | 1., 3. a 5. neděle v měsíci                | 11.30                                                                                           | filiální kostel |
| Kaple Panny Marie, Královny míru          | Dolní Lipka      | podle ohlášení 4x ročně                    | podle ohlášení 4x ročně                                                                         | obecní kaple    |
| Kaple svaté Anny                          | Dolní Orlice     | 1x ročně, poutní                           | 1x ročně, poutní                                                                                | obecní kaple    |
| Kostel Nejsvětější Trojice                | Heřmanice        | podle ohlášení 2x ročně                    | podle ohlášení 2x ročně                                                                         | filiální kostel |
| Kostel svaté Anny                         | Horní Lipka      | 1x ročně, poutní                           | 1x ročně, poutní                                                                                | filiální kostel |
| Kaple svaté Barbory                       | Horní Orlice     | 1x ročně, poutní                           | 1x ročně, poutní                                                                                | kaple           |
| Kostel svatého Michaela archanděla        | Králíky          | neděle úterý, středa, pátek čtvrtek sobota | 08.00 17.15 v zimě, 18.00 v létě 07.30 – 1x za 14 dní 17.15 v zimě, 19.00 v létě - 1x za 14 dní | farní kostel    |
| Kostel svatého Josefa                     | Lichkov          | 3. neděle v měsíci                         | 10.00                                                                                           | filiální kostel |
| Kostel svatého Jana Křtitele              | Mladkov          | 1., 2., 4. a poslední neděle v měsíci      | 10.00                                                                                           | filiální kostel |
| Kaple Panny Marie, Matky ustavičné pomoci | Petrovičky       | 1x ročně, poutní                           | 1x ročně, poutní                                                                                | obecní kaple    |
| Kostel Neposkvrněného Početí Panny Marie  | Prostřední Lipka | 3. neděle v měsíci                         | 11.30                                                                                           | filiální kostel |